# 马曜
马曜（1911年10月11日—2006年2月6日）字幼初，白族，云南洱源人，是中国现代民族学家、历史学家、教育家和诗人。中国共产党党员。曾任中央人民政府民族事务委员会委员，云南民族学院原院长。

## 生平
1911年10月11日，生于云南洱源白族聚居的大果村。
1927年秋，考入大理省立第二师范初级部就读。期间第一次国内革命战争失败，地方当局成立“清共委员会"，逮捕屠杀进步人士和共产党人。源县来的同学则组成洱源旅榆同学会，一致推举马曜为会长。后因同学会排演的话剧揭露了三塔寺驻军欺压人民的事实，驻军百余人跑到学校打伤了不少学生和教师，造成了停课10余天。
1930年夏天，考入云南省高级农业学校，并在此通过暗中流传的革命书刊初次接触了马克思主义。
1930年冬，奔赴南京求学。
1931年秋，考取上海光华大学经济系，并在之后参加了共产党的外围组织中国互济会。上海光华大学有很多著名学者，如哲学家李石岑、文学家徐志摩、国学家钱基博、优生学家潘光旦、政治学家王造时等先后在校任教。钱基博对来自西南的少数民族学生马曜很器重，后来亲自为马曜诗集作序。马曜受这些著名学者教益良多，为以后的学术创作打下了良好基础。
1931年9月，九一八事件爆发，积极投入抗日救亡运动。但当时国民党政府反对抗日,只有共产党积极主张抗日,于是在九一八事件以后便直接参加了中国共产党。马曜在当时中共沪西区委领导下，积极从事工人运动，学生运动工作，参加义勇队宣传队、组织街头募捐支援东北义勇军。
1931年9月下旬，曾两次参加了赴南京的请愿活动，要求国民党政府出兵抗日。
1931年12月，参加各大学学生包围国民党的上海市政府、迫使上海市长张群释放爱国学生。在此期间，马曜还结识了同乡艾思奇，两人一起研讨马克思主义和时局， 互相交流革命理论和革命理想。马曜还曾只身到湖北襄阳去策反滇军第五十一师师长范石生投身革命，可惜没有成功。
1934年春，所在中共地下党组织遭到破坏，中断了与共产党组织联系。从此，他一方面积极寻找党的组织,一方面以中共党员的身份继续中国共产党的革命活动。
1934年夏至中华人民共和国建国期间，马曜毕业离开光华大学后一直从事教育工作，他教过小学、中学、大学。马曜所教的学生中很多走上了革命道路，有的成为共和国的党政、军队领导骨干，有的成了中国共产党的中央委员和省一级的干部。
1935年初，马曜应聘到江西芦林学校教书。该学校是李一平创办的具有进步影响的学校。马曜任职后便以爱国主义和革命思想培养学生，甚至公开讲授马列主义。不久学校被警察当局查封。
1937年7月，受七七事变影响、全面抗战爆发。马曜取道香港越南回到云南。回乡后马曜当过安宁温泉小学校长，安宁武安镇南昆明等地的中学和师范学校的文史教员。
1939年10月，马曜到西南联大进修。从陈寅恪教授学习历史，从罗庸、刘文典教授学习古典文学，还选修了魏建功教授的音韵学、许维遹先生的先秦诸子学，陈梦家先生的文字学。
1940年10月，马曜以全班第一名的成绩在西南联大中学教师晋修班毕业，任教于昆华中学。
1945年冬，抗日战争胜利后, 他与闻一多、楚图南、冯素陶等民主同盟负责人建立了密切联系并加入民盟。闻一多等考虑到杨青田、马曜是云南人,有利于开展本地工作，于是建议二人以教育界人士身份竞选云南省参议员，结果二人都顺利当选省参议员。该职位可以利用合法讲台,对以蒋介石为首的国民党进行斗争。同年11月下旬，昆明学生举行“反内战，争民主”的示威游行，结果遭到国民党军警镇压，造成了4人死亡60多人受伤的一二一事件。对此马曜怒斥国民党的反动暴行，并在省参议会提出“驻滇军队不得直接抓人,以维护人权”的提案。随后又提出了反内战反三征(征兵征粮征税)的主张。还举行抗议国民党当局杀害李公朴、闻一多的斗争。
1946年，办《新云南》周刊，反对内战。
1947年，被聘为云南大学中文系讲师副教授，期间曾在昆明师范学院中文系为罗庸先生代课。
1948年夏，接到中共地下党云南省工委直接指示，在省参议会内秘密成立了由杨青田、唐锡畴、马曜三人组成的统战工作小组。开展争取地方实力派，反对美蒋的斗争。这时国民党云南警备总司令何绍周（何应钦的侄子）还在镇压学生运动，马曜写了《致何绍周的公开信》，并以9个省参议员的名义在6月20日的《民意报》上发表、《大公报》也摘要登载这封公开信。
1948年7月15日，军警围攻逮捕罢课学生,又制造了七一五事件。当天马曜怒斥国民党当局,写了《七月十五日即事》的诗:“正气真存不帝秦,刀光剑影警鸡晨,悬空万目睽之处,知是田横五百人。”歌颂了学生的英勇斗争。同时马曜又掩护和转移了一些革命师生，到滇西去准备武装起义。
1949年初，全国解放在望，为了排除卢汉云南起义的障碍，马曜受党组织指示，开展驱逐操纵云南军权的何绍周的活动。卢汉早已与何矛盾甚深,暗中支持逐何斗争,提供了何贩买鸦片武器,中饱私囊的材料。马曜将大量何绍周犯罪事实揭露、并要求驱逐何绍周。后来蒋介石被迫不得不于1949年2月调走何绍周,并宣布撤销云南省警备司令部。
1950年，任中共云南省委民族工作党组成员，建议景颇族等八个有原始公社残余的民族发展经济文化。后来马曜又受命筹建云南第一所专门培养少数民族人才的学校：云南民族学院。
1951年，任云南民委副秘书长，处理民族事务。负责筹建云南民族大学前身云南民族学院的行政工作。
1951年8月1日，云南民族学院成立。
1952年到1955年，马曜领导了德宏景颇族和西双版纳傣族地区的社会调查。
1954年到1956年，马曜领导了对云南20多个少数民族识别工作和大规模的社会历史调查工作。
根据50年代的两次社会调查，马曜认为云南民族地区的民主改革和社会主义改造，决不能照搬汉族地区做法，云南边疆少数民族地区的主要矛盾不是阶级和阶级斗争问题，而是民族的贫困落后问题。随后，他在山官、头人和广大群众中大力宣传党的民族政策和宗教信仰自由政策，开展上层统战工作和艰苦细致的群众工作，切实解决群众生产和生活上的困难及迫切要求。在其工作下，外逃的土司（如司拉山）山官、头人返回部族，稳定了大批民族上层人士。通过一系列工作，其意识到云南边疆少数民族地区，由于土地占有不集中，阶级分化不明显，首倡可不必划分阶级和重分土地，通过“和平共处”，“直接过渡”到社会主义；用发展经济和文化、互助合作来消灭边疆民族的落后和贫困。其意见为中共云南省委所采纳。1954年上半年，马曜倡议的“直接过渡”意见，得到了时任中共中央主席刘少奇，中共中央秘书长邓小平的同意，并责成云南省政府实施。
文化大革命时期马曜被关进牛棚。
1972年，出任云南大学历史系教授,并创办了以研究民族问题为主要特色而闻名中国的《思想战线》杂志。
1973年，担任主编编写的《云南各族古代史略》，突出了古代云南各族人民对维护祖国统一的作用。
1975年，任《思想战线》主编。
1978年，中国恢复职称，为云南大学历史学教授。
1979年12月，任云南民族学院院长。中共云南省委常委讨论肯定了马曜提出的“三三制”办学方针，于是马曜主持学院制定了1980-1985年发展计划,并使这个计划都变成了现实。经过马曜多年的辛勤建设，云南民族学院已从一所培训少数民族干部的学校，发展成一所系科比较齐全的民族高等院校。
1980年，任国家民族事务委员会学术委员会委员；当选为中国民族学会副会长。
1981年，当选中国西南民族研究学会会长、中国史学会理事和《四库全书存目丛书》等50余个团体的学术顾问。
1982年，受聘为《中国大百科气全书》分编委委员；《中国历史大辞典》云南省编委会副主编、主编。   
1983年，主持编写的《云南简史》出版，次年该书获中国出版界、史学界颁发的“全国爱国主义优秀通俗历史读物优秀奖”。
1985年，恢复了从1931年起的中共党籍。
1989年，以马曜为主编的7人编写组历时5年，编写了《云南民族工作四十年》，此书后来成为全面介绍云南民族情况和民族工作的“百科全书”，并获1993-1994年度滇版图书一等奖、国家民委民族政策研究优秀成果奖。
1992年，中国国务院表彰马曜为“为发展我国高等教育作出突出贡献”的专家。 享受政府特殊津贴。
1996年，《马曜学术论著自选集》出版。
2006年2月6日，马曜先生逝世，享年96岁。

## 研究成果
1. 《云南各族古代史略》
2. 《云南古代史》
3. 《云南简史》
4. 《云南民族工作四十年》
5. 《西双版纳份地制与西周井田制比较研究》
6. 《傣族社会历史调查》
7. 《白族简史》
8. 《白族异源同流说》
9. 《茈湖精舍诗初集》
10. 《大理文化论》
11. 《庄蹻起义与开滇的历史功绩》
12. 《孔子评论》
13. 《民族学与民族工作论文集》
14. 《马曜学术论文自选集》等203篇。

2008年，云南人民出版社出版《马曜文集》，该文集共6卷，225万字，是民族学、历史学及云南学术史研究中的一部重要文献。

## 引用
1. 1 2  云南大学. . 2017-09-29  [2020-07-27]. （原始内容存档于2021-04-09）.
2. 1 2 3 4 5 6  云南省民族学会. . 2017-06-12  [2020-07-27]. （原始内容存档于2021-04-09）.
3. ↑  刘嘉著. . 昆明: 云南人民出版社. 2014. ISBN 978-7-222-11577-4.
4. 1 2 3 4 5 6 7 8 9 10 11 12 13 14 15 16 17 18 19 20 21 22  刘继祥; 杨嘉靖. . 民族教育研究. 2000, (1): 35–39. doi:10.15946/j.cnki.1001-7178.2000.01.004. CNKI MZJY200001003.
5. 1 2 3 4  中国人类学民族学研究会. .   [2020-07-27]. （原始内容存档于2021-04-09）.
6. 1 2 3 4  卢美邑. . 云南日报. 2005-05-10  [2020-07-28]. （原始内容存档于2021-04-09）.